# Nacospatangus
Nacospatangus is een geslacht van zee-egels uit de familie Maretiidae.

## Soorten
- Nacospatangus alta (A. Agassiz, 1864)
- Nacospatangus depressus H.L. Clark, 1917
- Nacospatangus gracilis A. Agassiz, 1873
- Nacospatangus interruptus (Studer, 1880)
- Nacospatangus laevis (H.L. Clark, 1917)
- Nacospatangus oblonga (Mortensen, 1950)
- Nacospatangus tylota (H.L. Clark, 1917)